# Ди Мельо, Майк
Майк Ди Мельо (фр. Mike Di Meglio; род. 17 января 1988, Тулуза, Франция) — французский мотогонщик, участник чемпионата мира по шоссейно-кольцевым мотогонкам серии MotoGP. Чемпион мира в классе 125сс сезона 2008 года.

## Биография
Когда Ди Меглио исполнилось 15 лет, он решил принять предложение итальянской гоночной команды Freesoul Racing Team on Aprilia дебютировать на чемпионате мира 125cc в 2003году . Несмотря на то, что ему удалось набрать очки, в том числе 13-е место в Каталонии, это был трудный сезон для него, часто терпящего неудачи и не достигающего хороших результатов. Позже, в середине сезона, ему было предложено итальянской службой MetaSystem Rg заменить итальянского ветерана Андреа Баллерини, но на этот раз команда была на Honda, он пытался попытаться достичь своих целей, но не смог этого сделать и не набрал ни одного чемпионского очка.
В сезоне 2016 работает тестовым гонщиком в команде «Aprilia Racing».